# Flatmania
Flatmania è una serie animata francese, trasmessa in Francia (su France 3 e Disney Channel), Canada (YTV e Télévision de Radio-Canada), nel Regno Unito (su Pop) e in Italia su Disney Channel.  È basata su uno stile virtuale creato da Anne-Caroline Pandolfo e Isabelle Simler. La serie vede protagonista un adolescente che viene trasportato nel mondo di Flatmania, fatto di carta.

## Stile d'animazione
Lo stile d'animazione di Flatmania è molto particolare. I personaggi furono disegnati solo in due profili: di fronte e di dietro. Successivamente sono stati messi in una rivista che riprendeva lo stesso stile dei personaggi. Questa tecnica dunque implica molte trasformazioni cartacee, ciò significa che preparare un episodio della serie richiede diversi giorni.

## La storia
Vincent è un ragazzo di 13 anni che compra la serie completa di una rivista chiamata Flatmania. La rivista sembra essere magica, e infatti lo è, poiché Vincent viene trasportato in un vortice e diventa di carta anche lui come la rivista. Mentre sta entrando, conosce Kyu, un'altra ragazza della sua età. Ora umano di carta, Vincent deve fare ritorno al suo mondo.
Durante ogni episodio, Vincent e Kyu attraversano da una rivista ad un'altra attraverso delle porte che incontrano in ogni rivista.

## Sigla iniziale
La sigla iniziale è cantata da Anggun.